# SN 2009T
SN 2009T – supernowa typu Ia odkryta 30 stycznia 2009 roku w galaktyce A135121+1408. W momencie odkrycia miała maksymalną jasność 16,70m.